# Klangfigur (Sprache)
Die Klangfiguren bilden eine Teilmenge der Stilmittel oder Rhetorischen Figuren.
Sie bezeichnen alle Stilmittel, die eine Assoziation durch den Klang der von ihnen veränderten Worte hervorrufen.
Folgende Stilmittel lassen sich den Klangfiguren zuordnen:
- Alliteration
- Assonanz
- Etymologische Figur
- Homoioteleuton
- Interjektion
- Kakophonie
- Onomatopoesie
- Paromoion
- Paronomasie
- Polyptoton
- Variatio
- Diaphora

Siehe auch:
- Bildhafte Figur
- Satzfigur
- Wortfigur
- Liste rhetorischer Stilmittel
- Vokalfarbenleiter